# Dominus ac Redemptor
Dominus ac Redemptor je bila papinska bula kojom je Klement XIV. 21. srpnja 1773. godine dokinuo Družbu Isusovu.

## Povijesne prilike
Povijesne prilike koje su dovele do ukidanja Družbe Isusove imaju početak u isusovačkim redukcijama u Južnoj Americi koje su uvelike emancipirale Indijance iz tamošnjih područja. Njihova uspješnost i ekonomski profit zapao je za oko kolonizatora, napose Burbonaca koji su ih htjeli posjedovati. Šireći takvu politiku isusovci su protjerani iz Brazila 1754., iz Portugala 1759., iz Francuske 1764., iz Španjolske i svih njenih kolonija 1767. i iz Parme 1769. Jaka diplomatska aktivnost i pritisak na papu Klementa XIII. nije uspjela, te papa nije htio popusti i dokinutu isusovce. Čak je 7. siječnja 1765., izdao i bulu Apostolicum pascendi munus kojom je hvalio Družbu Isusovu ali vladari nisu dopustili da se ona javno čita. Poslije njegove tajnovite smrti na konklavama je izabran franjevac Giovanni Gangenelli, koji je uzeo ime Klement XIV. U početku svoga pontifikata pokušavao je udovoljiti protivnike isusovaca, tako da se jako represivno ponašao prema njima. Odbio je primiti u audijenciju isusovačkog generala Lorenza Riccia, zabranio im primati novake, što je značilo prestanak reda. Diplomatski i politički pritisak je bio toliki da su katoličke zemlje prijetile da će se odijeliti od Crkve ako se ne ukine Družba Isusova. Klement XIV. je popustio pod pritiskom i izdao bulu kojom se zabranjuje Družba Isusova 21. srpnja 1773.

## Struktura bule
Bula se sastoji od četrdeset i pet paragrafa, u kojima se navode pritužbe protiv isusovaca, ali niti jedna osuda. Navode se prijašnje optužbe protiv Družbe, a ne govori se dali su istinite. Na kraju donosi se zabrana isusovačkog reda ali ne i osuda njegovog djelovanja.

## Provođenje odluke
Provođenje odluke započinje breveom Gravissimis ex causis 16. kolovoza 1773. kojim se oformljava komisija koja će uputiti isusovce u provedbi raspuštanja.  Sljedećih dana sastavljen je proglas biskupima koji su ga trebali provesti u svojim biskupijama. Bula se trebala pročitati u svim isusovačkim školama, rezidencijama i kućama, u nazočnosti isusovaca. U Osijeku je bulu proglasio Stjepan Adžić, vanjski vikar pečuškog biskupa za Slavoniju. Nekatoličke zemlje kao što su Prusija i Rusija zabranile su proglašenje bule u svojim zemljama, te su isusovci nastavili svoje djelovanje u tim zemljama, kako da se ništa nije dogodilo. Papa Pio VII. ponovno je uspostavio red 1814. godine.